# جانی آبس گارسیا
جانی آبس گارسیا (متولد ۱۹۲۴ در سانتو دومینگو، درگذشته ۱۹۶۷، هائیتی) رئیس اداره اطلاعات دولتی (سرویس اطلاعات نظامی، سیم) در دوران دیکتاتوری رافائل تروخیو در جمهوری دومینیکن بود. او در اواخر جمهوری سوم تحت حکومت تروخیو به او خدمت کرد و بعداً به خدمت خانواده دووالیه در هائیتی درآمد.

## به قدرت رسیدن
آبس در سال ۱۹۲۴ به عنوان پسر یک حسابدار آلمانی آمریکایی و یک زن اهل دومینیکن متولد شد. در جوانی به ورزش علاقه داشت و یکی از اولین کارهایش گزارشگری ورزشی بود. در اواسط دهه پنجاه به مکزیک نقل مکان کرد و در آنجا به عنوان یک مقام رسمی در سفارت دومینیکن مشغول به کار شد. او در این شغل شروع به جمع‌آوری اطلاعات در مورد مخالفان ضد تروخیو کرد و همچنین جنبه‌های فنی جاسوسی و جمع‌آوری اطلاعات را مورد مطالعه قرار داد. در سال ۱۹۵۶ او به جمهوری دومینیکن بازگشت و پس از اینکه برادر ناتنی تروخیو، نِه‌نِه، او را به دیکتاتور معرفی کرد، به سرعت به قدرت رسید.

## رئیس «سیم»
او در سال ۱۹۵۸ رئیس سازمان تازه تأسیس سرویس اطلاعات نظامی (SIM) و طراح اصلی ترور مخالفان رژیم در خارج از کشور شد. سیم هزاران نفر را استخدام می‌کرد و در امور مهاجرت، گذرنامه، سانسور، نظارت بر بیگانگان و کارهای مخفیانه، از جمله عملیات خارجی، مشارکت داشت. او در دو تلاش برای ترور روملو بتانکورت، رئیس‌جمهور وقت ونزوئلا نقشی اساسی داشت. ابتدا در خیابان‌های هاوانا به بتانکورت حمله کردند تا به او سم تزریق کنند، بعدتر خودروی او را در کاراکاس منفجر کردند. در این عملیات تروریستی راننده و یکی از رهگذران کشته شدند اما بتانکورت زنده ماند.

## پس از تروخیو
پس از ترور تروخیو در می ۱۹۶۱، آبس به سرعت برای تعقیب قاتلان اقدام کرد. پسر تروخیو، رامفیس تروخیو، ظاهراً با کمک آبس، از پاریس بازگشت و سعی کرد به جای پدرش بنشیند، اما تلاش او در نهایت شکست خورد و او بعداً به همراه اکثر اعضای خانواده تروخیو کشور را ترک کرد. پس از خروج تروخیوها، رئیس‌جمهور خواکین بالاگر، آبس را به عنوان سفیر در ژاپن منصوب کرد، اما آبس به زودی این سمت را ترک کرد و چندین سال را در اروپا گذراند. او در سال ۱۹۶۶ به کارائیب بازگشت و به هائیتی رفت و در آنجا برای رئیس‌جمهور وقت فرانسوا دووالیه، ملقب به پاپادوک به عنوان مشاور امنیتی کار کرد. آبس در ژوئن ۱۹۶۷ ناپدید شد. به گفته برنارد دیدریش (روزنامه‌نگار)، آبس و همسرش به خاطر توطئه علیه دووالیه مظنون شده بودند، اما دلایل ناپدید شدن او و مسئولان آن ناشناخته است.
ماریو بارگاس یوسا، در رمان‌های تاریخی‌اش سور بز که دربارهٔ دیکتاتور جمهوری دومینیکن تروخیلو است، و روزگار سخت، که به گواتمالا در دوران حکومت آربنز می‌پردازد، فضای زیادی را به آبس اختصاص داده‌است.